# Marcel Perrier
Pour les articles homonymes, voir Perrier.
Marcel Perrier, né le 28 juin 1933 à Ladray (Arêches dans le département de la Savoie) et mort le 2 octobre 2017, est un évêque catholique français, évêque de Pamiers, Couserans et Mirepoix de 2000 à 2008.

## Biographie

### Jeunesse
Né le 28 juin 1933 dans une famille d'agriculteurs, Marcel Perrier a été élevé dans une famille nombreuse avant de faire ses études de philosophie et de théologie au grand séminaire de Chambéry.

### Principaux ministères
Marcel Perrier a été ordonné prêtre le 29 juin 1957 pour le diocèse de la Tarentaise.
Après avoir été pendant huit ans prêtre à Albertville comme vicaire et aumônier de lycée, il devient curé de Cevins, Notre-Dame de Briançon et des paroisses environnantes de 1965 à 1975.
À partir de 1975, il prend des responsabilités diocésaines, comme vicaire général de 1975 à 1980 puis de 1984 à 1987, tout en gardant un ministère en paroisse.
Nommé évêque auxiliaire de Chambéry le 15 avril 1988, il a été consacré le 17 juillet de la même année. Le 16 mai 2000, il est nommé évêque de Pamiers, Couserans et Mirepoix, charge qu'il assume jusqu'au 24 juin 2008, date à laquelle il se retire pour raison d'âge.
Le 1er octobre 2008, il devient aumônional à temps partiel du mouvement « Voir Ensemble » pour un mandat de trois ans renouvelable.
Au sein de la conférence des évêques de France, il préside le comité de l'action catholique générale et des associations professionnelles.
Il meurt le 2 octobre 2017. Ses funérailles sont célébrées à Moûtiers le 9 octobre puis il est inhumé au caveau familial à Arêches-Beaufort.

## Prises de position

### Élection présidentielle de 2002
En 2002, avant le deuxième tour de l’élection présidentielle française, pour lequel le candidat du Front national, Jean-Marie Le Pen avait réussi à se qualifier, Perrier avait appelé à voter dans un communiqué par lequel on comprend aisément qu'il demandait à faire barrage au parti d'extrême droite.

### Présence au monde économique
Dans son diocèse de Pamiers, il est très présent dans la société civile : « Je ne peux pas imaginer un Dieu qui ne s'intéresse pas à l'économique, au social ».

## Devise épiscopale
« Christ, notre paix »

## Ouvrages
- Marcel Perrier, Paroles et Paraboles, Éditions de l'Edelweiss, 2002, 288p.  (ISBN 2-907984-16-0). Cet ouvrage réunit les trois recueils de poèmes précédemment publiés séparément entre 1984 et 1994.
- « Guerres et religions » p. 137–139, in Les Terres d'Ariège au temps des guerres de religions 1550 - 1630, ouvrage collectif, 2007, 144p.  (ISBN 978-2-9529670-0-6).

Marcel Perrier, savoyard de naissance, est membre de la société des Auteurs savoyards.
En 2020 parait sa biographie officielle sous la plume de son ami Patrick Jagou qui enregistra sa parole durant de nombreux entretiens. Cet ouvrage intitulé : Monseigneur Marcel Perrier, le berger des âmes, poète et évêque savoyard, est publié aux éditions les Passionnés de bouquins et est préfacé par Michel Étiévent.

## Discographie
- Chansons au fil des jours..., paroles de Marcel Perrier, musiques de Françoise Raynal et Noël Colombier, Air libre éditions, 25 titres.
- Liberté, spectacle musical commémoratif de la Première Guerre Mondiale (2014 - 2018), 21 poèmes de Marcel Perrier mis en musique par Fabrice Perrier.
- Reviens Jésus, Reviens Seigneur, chant pour le Jubilé de La Miséricorde (2015 - 2016), poème de Marcel Perrier, musique de Fabrice Perrier.